# Phổ cổ Kyiv

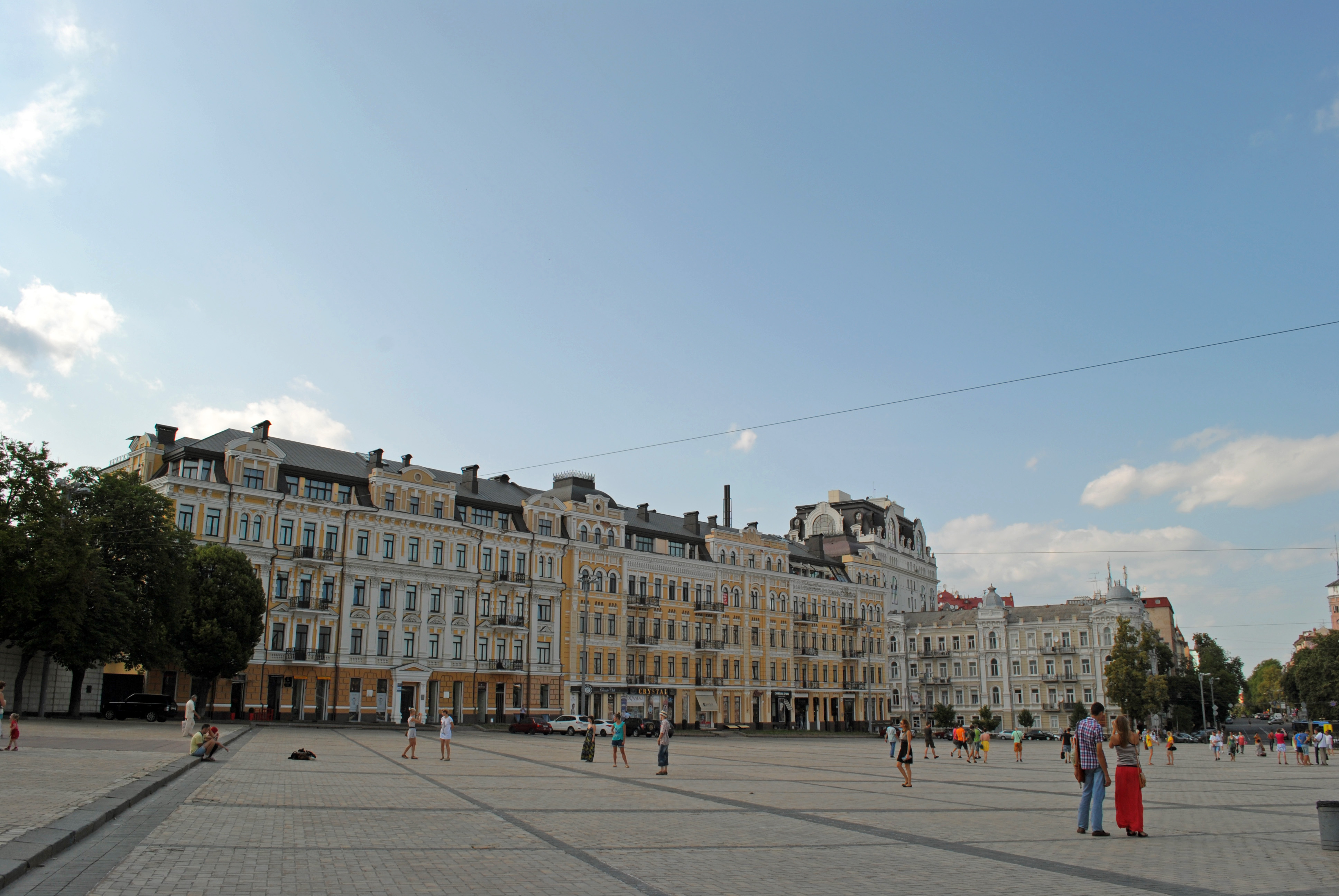
Saint Sophia Square in Old Kyiv

Kyiv cổ (tiếng Ukraina: Старий Київ)  là một khu phố lịch sử của Kyiv, Ukraina. Các tên khác bao gồm Thượng Thành, Phố Cổ và các tên khác. Nó nằm ở phần phía đông xa của Shevchenko Raion. Kyiv cổ trong lịch sử đại diện cho thành phố Yaroslav Thông thái trước khi nó được cho là đã bị phá hủy bởi cuộc xâm lược Mông Cổ của Batu Khan vào năm 1240.
Có nguồn gốc ở Old Kyiv Hill (Starokyivsky Holm), nó được tạo ra trái ngược với Hạ Thành, Podil. Có lẽ nó bắt đầu từ sự định cư cổ xưa của Kij đôi khi vào đầu thế kỷ thứ VI. Trong thế kỷ thứ IX-X, nó chỉ có diện tích 2 ha chủ yếu ở phần phía tây của đồi Phố cổ. Ngày nay tại địa điểm đó là Bảo tàng Lịch sử Quốc gia của Ukraina.
Những công sự đầu tiên được cho là được xây dựng dưới triều đại của Vladimir Đại đế, tạo ra những gì được gọi là thành phố Vladimir bao phủ 12 ha (30 mẫu Anh). Tuy nhiên, vào thời điểm Yaroslav the Wise năm 1037, khu vực của Upper City bao gồm 80–98 ha (200–240 mẫu Anh). Thành phố Yaroslav bao gồm các tu viện như tu viện Sophia, tu viện Saint George và Saint Irina. Nó cũng bao gồm thành phố Izyaslav quanh Tu viện Golden Dome của Saint Michael và Kopyrev End.
Sau sự tàn phá của thành phố Mông Cổ, thành phố Thượng bị mất ý nghĩa và trung tâm thành phố Kyiv được chuyển đến Podol. Trong Chiến tranh Ba Lan-Nga vào thế kỷ XVII, thành phố được Nga bảo đảm thông qua bồi thường tài chính. Trong thời gian đó thành phố Thượng được tăng cường với một số công sự khi Kyiv bắt đầu đến quý một đồn trú người Nga. Tuy nhiên, ngay sau đó, đồn trú được chuyển đến Pechersk (Hang động) và các công sự đã bị phân hủy và bị hủy hoại. Trong thế kỷ XIX toàn bộ khu vực đã được tái thiết hoàn chỉnh. Đó là sau đó mạng lưới đường phố, quảng trường và công viên hiện đại được thành lập.

## Hình ảnh

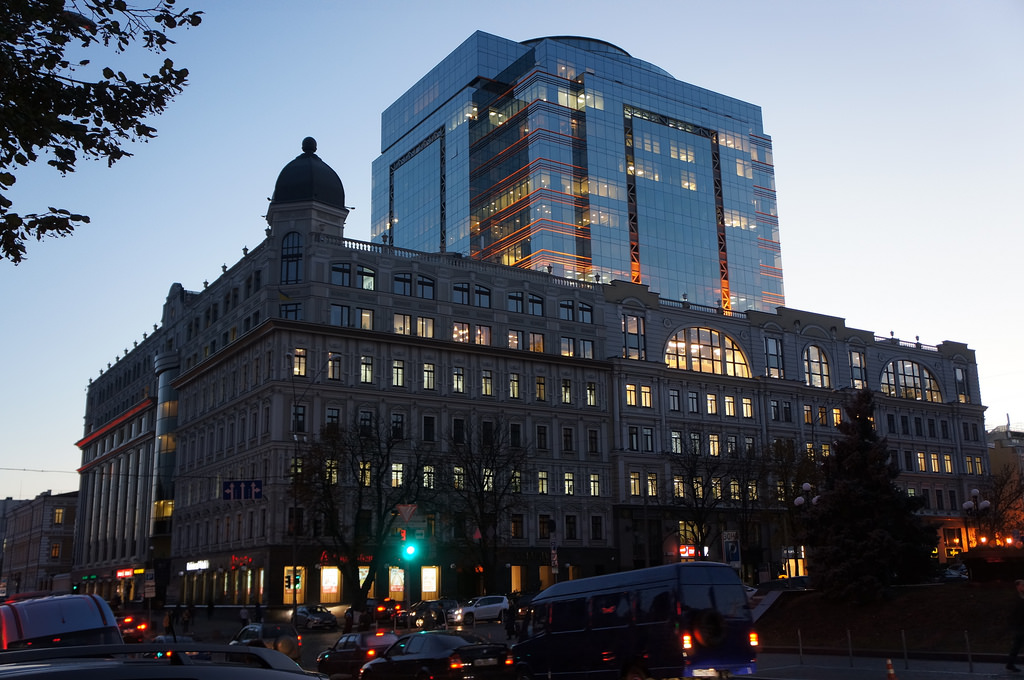
Các tòa nhà cổ và mới ở giao lộ Volodymyrska và Bohdan Khmelnytsky
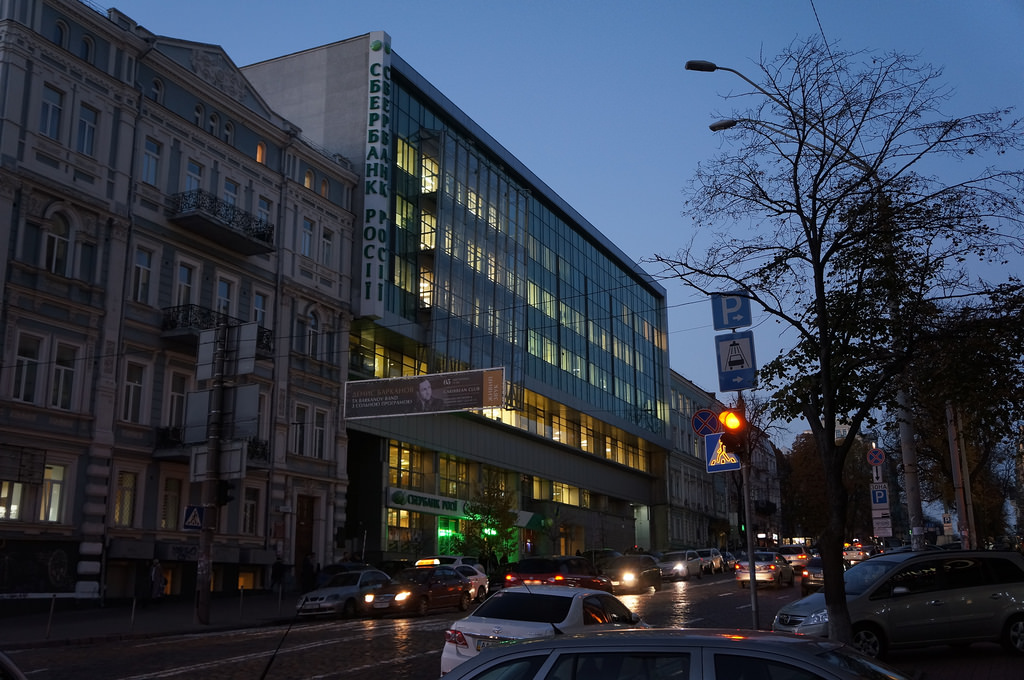
Phố Volodymyrska, nhìn về hướng bắc
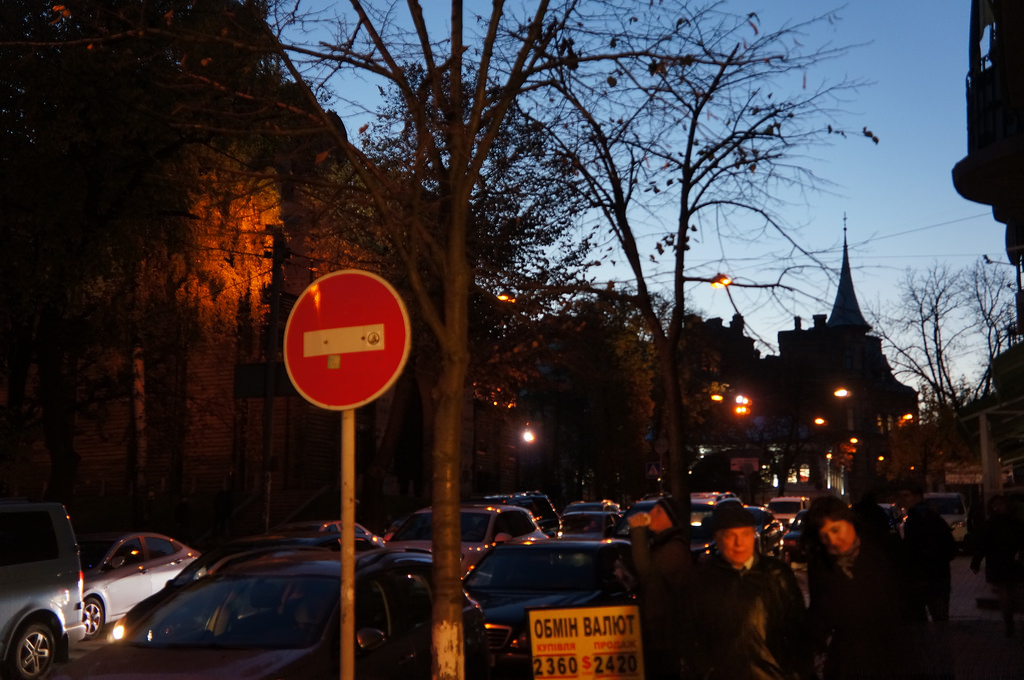
Cảnh Yaroslaviv Val gần Cổng Vàng
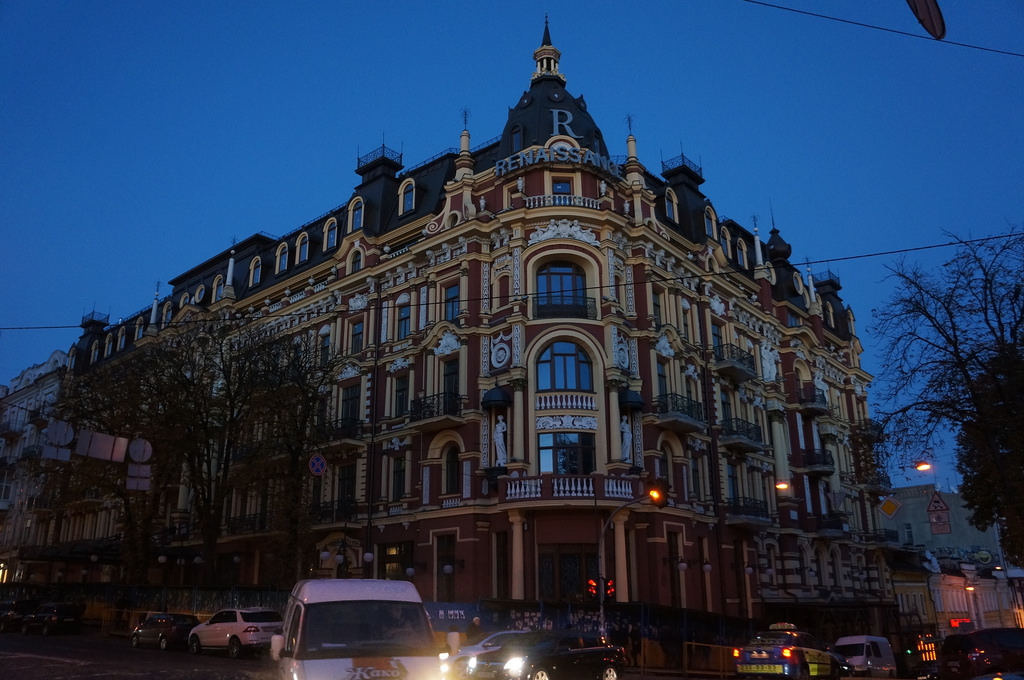
Tòa nhà lịch sử ở phố Volodymyrska
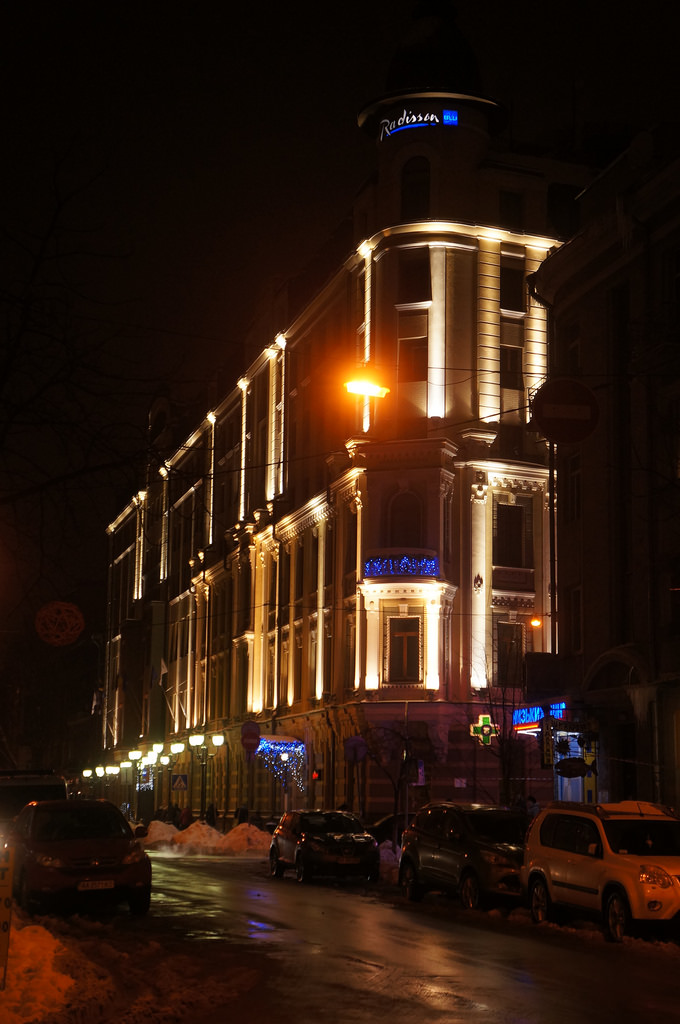
Khách sạn Radisson Blu, phố Yaroslaviv Val
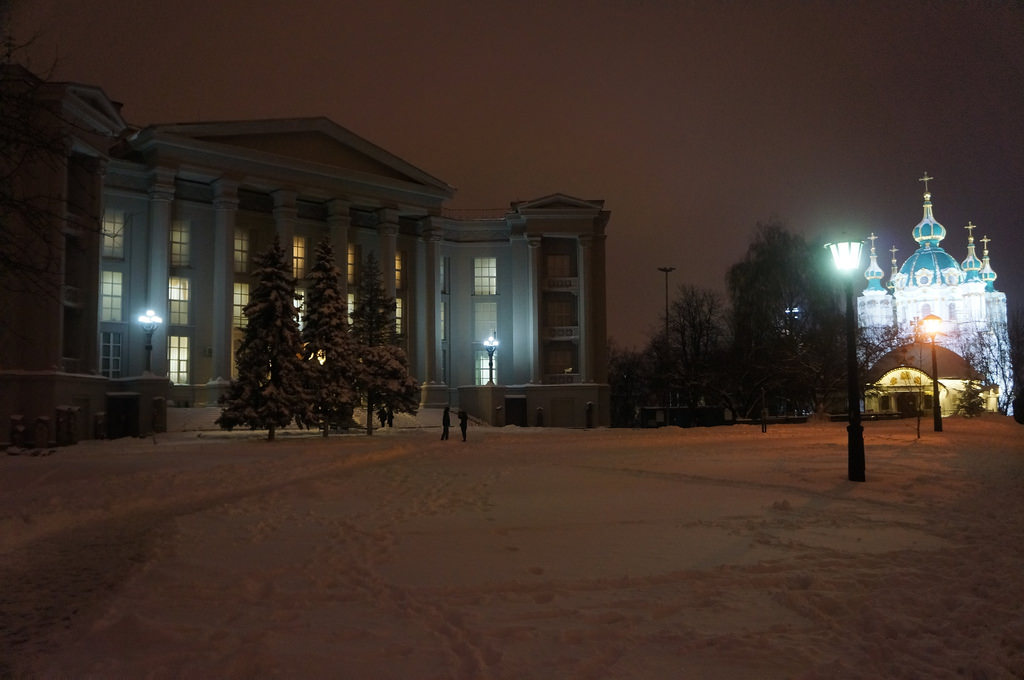
Bảo tàng Quốc gia Ukraina và Nhà thờ St. Andrew
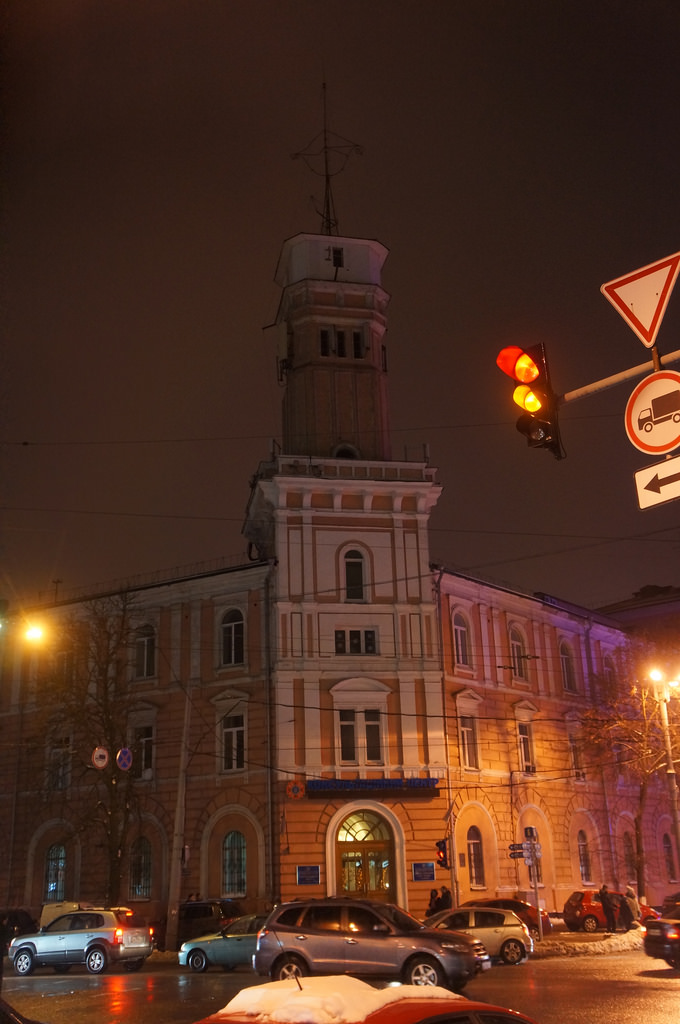
Trạm cứu hỏa cũ trên phố Velyka Zhytomyrska
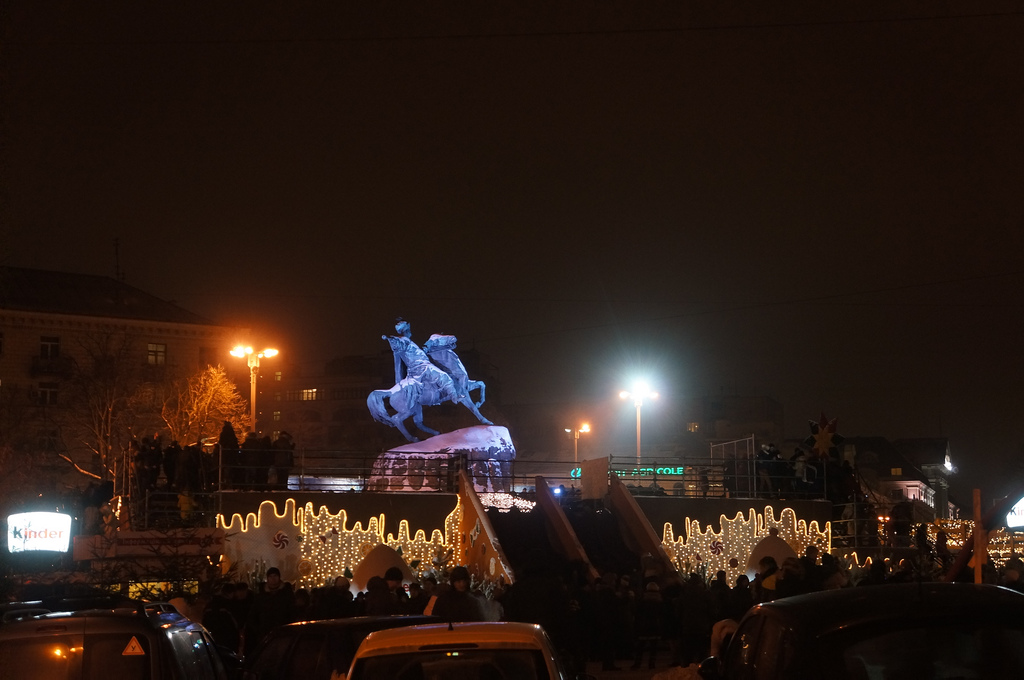
Tượng đài Bohdan Khmelnytsky